# Fry Saddle
Fry Saddle är ett bergspass i Antarktis. Det ligger i Östantarktis. Nya Zeeland gör anspråk på området. Fry Saddle ligger 1 200 meter över havet.
Terrängen runt Fry Saddle är varierad.  Trakten är obefolkad. Det finns inga samhällen i närheten. 